# Crossover thrash
Crossover thrash, comúnmente abreviado como crossover, es una forma de thrash metal con más elementos de hardcore punk que el thrash tradicional. De acuerdo con la Encyclopaedia Metallum, el término fue creado por la banda Dirty Rotten Imbeciles con su álbum Crossover, lanzado en 1987. La diferencia de las canciones de crossover thrash y thrash metal es, que las canciones del primero, generalmente, son más cortas y contienen alta crítica social.

## Historia
La primera banda considerada crossover thrash fue Dirty Rotten Imbeciles, evolucionando de un thrashcore (un subgénero del hardcore punk más veloz de lo normal) de sus primeros discos (considerada por la prensa entonces "la banda más rápida del mundo") hacia los primeros despuntes de lo que acabó llamándose crossover thrash. La escena de este género fue gestada en Berkeley en un club llamado Ruthie's, en 1984. Bandas de hardcore punk como Corrosion of Conformity, Dirty Rotten Imbeciles y Suicidal Tendencies tocaron al lado de bandas thrash metal como Anthrax y Slayer, siendo influenciadas por estas.

## Ambigüedad terminológica
El género es a veces confundido con el thrashcore, que es, esencialmente, una forma más rápida de hardcore punk; en vez de un género de fusión. Por otro lado, muchas veces, en países de habla hispana, esto no es, necesariamente, una confusión, sino que, simplemente, se le llama thrashcore al crossover (pese a que el thrashcore es un género en sí mismo). En los inicios de los años 1980, el término "thrash" (azote) era a veces usado como sinónimo de hardcore punk (como la compilación New York Thrash de 1982). El término "thrashcore" se empezó a usar a partir del año 1993. Más confusión se produce por el hecho de que, muchas bandas de crossover thrash, como D.R.I., se iniciaron como bandas de thrashcore.

## Grupos notables
- Agnostic Front
- Carnivore
- Corrosion of Conformity
- Cro-Mags
- Cryptic Slaughter
- Dirty Rotten Imbeciles
- Discharge
- Excel
- GBH
- Leeway
- Municipal Waste
- Murphy's Law
- Power Trip
- Ratos de Porão
- Stormtroopers of Death
- Suicidal Tendencies
- Superjoint Ritual
- The Accüsed
- The Exploited
- The Varukers
- Uncle Slam